# Église Saint-Jacques de Cordoue
L’église Saint-Jacques (espagnol : iglesia de Santiago) est une église de style mudéjar située à Cordoue, capitale de la province espagnole du même nom, dans la communauté autonome d'Andalousie.

## Localisation
L'église se dresse à l'intersection de la calle Agustín Moreno et de la calle Ronquillo Briceno, dans l'est de la vieille ville de Cordoue.

## Historique
L'église est une des douze églises fernandines de Cordoue (iglesias fernandinas en espagnol), églises de style mudéjar construites par le roi Ferdinand III de Castille (Fernando III) après la reconquête de la ville en 1236, en recourant à la main-d'œuvre des mudéjars, des musulmans d’Espagne devenus sujets des royaumes chrétiens durant la Reconquista.
Elle fait l'objet d'un classement au titre des monuments historiques (Bien de Interés Cultural) depuis le 19 janvier 1983, sous la référence RI-51-0004784.

## Architecture
L'église Saint-Jacques combine le style roman tardif, le style gothique et le style mudéjar.
Comme les autres églises fernandines de Cordoue, elle est construite en pierre de taille et non en briques comme les églises mudéjares de Tolède.
La façade occidentale est percée d'un portail flanqué de part et d'autre de trois colonnes portant un entablement orné d'une frise d'entrelacs soulignée d'une tresse. Cet entablement supporte un arc dont l'archivolte possède de nombreuses voussures moulurées surmontées d'un larmier orné de pointes de diamant et d'une corniche soutenue par des modillons à copeaux.